# شعب اليولو
اليولو :هي مجموعة عرقية في جمهورية أفريقيا الوسطى، جمهورية الكونغو الديمقراطية، السودان وجنوب السودان، يتحدثون لغة يولو، وهي لغة نيلية صحراوية، يبلغ عدد سكان هذه المجموعة عدة آلاف.